# Gill Cowleyová
Gillian „Gill“ Cowleyová (* 8. července 1955) je bývalá zimbabwská pozemní hokejistka, členka týmu, který v roce 1980 na olympijských hrách v Moskvě vybojoval zlaté medaile.